# Polizeipräsidium Pforzheim
Das Polizeipräsidium Pforzheim mit Sitz in Pforzheim ist das für den Stadtkreis Pforzheim sowie die Landkreise Calw, Freudenstadt und den Enzkreis zuständige regionale Polizeipräsidium der Polizei Baden-Württemberg.
Das Polizeipräsidium Pforzheim wurde im Zuge der Korrektur der Polizeireform zum 1. Januar 2020 aus Teilen der Polizeipräsidien Karlsruhe und Tuttlingen gebildet.

## Organisation
Der Zuständigkeitsbereich umfasst eine Fläche von 2.300 km² mit ca. 600.000 Einwohnern.
Das Polizeipräsidium Pforzheim gliedert sich in die Direktionen Schutzpolizei (mit Verkehrspolizeiinspektion) und Kriminalpolizei. Der Leitungsbereich besteht aus dem Polizeipräsidenten, den Stabsstellen Öffentlichkeitsarbeit, Strategisches Controlling/Qualitätsmanagement sowie dem Führungs- und Einsatzstab, dem Referat Prävention und der Verwaltung. Das Polizeipräsidium hat eine Personalstärke von rund 1180 Mitarbeitern, davon 155 im Nichtvollzug.

### Schutzpolizeidirektion
Der Direktion Schutzpolizei am Standort des Polizeipräsidiums Pforzheim sind 8 Polizeireviere (PRev) und den Revieren 28 Polizeiposten (Pp) nachgeordnet. Im Einzelnen sind dies:
- Polizeirevier Pforzheim Nord mit den zwei Polizeiposten Königsbach-Stein und Kieselbronn
- Polizeirevier Pforzheim Süd mit den fünf Polizeiposten Pforzheim-Brötzingen, Pforzheim-Büchenbronn, Pforzheim-Buckenberg, Pforzheim-Dillweißenstein und Tiefenbronn
- Polizeirevier Mühlacker mit den vier Polizeiposten Heimsheim, Illingen, Maulbronn und Niefern-Öschelbronn
- Polizeirevier Neuenbürg mit den drei Polizeiposten Birkenfeld, Remchingen und Straubenhardt
- Polizeirevier Calw mit den sechs Polizeiposten Althengstett, Bad Herrenalb, Bad Liebenzell, Bad Wildbad, Neuweiler und Schömberg
- Polizeirevier Nagold mit den drei Polizeiposten Altensteig, Haiterbach und Wildberg
- Polizeirevier Freudenstadt mit den drei Polizeiposten Alpirsbach, Baiersbronn und Bad Rippoldsau-Schapbach
- Polizeirevier Horb mit den zwei Polizeiposten Dornstetten und Pfalzgrafenweiler

Weiterhin nachgeordnet sind die Führungsgruppe, die Polizeihundeführerstaffel und die Einheit Gewerbe und Umwelt.

### Verkehrspolizeiinspektion
Die Verkehrspolizeiinspektion hat ihren Sitz in  Pforzheim. Ihr nachgeordnet sind:
- Führungsgruppe
- Verkehrsgruppe
- Verkehrsdienst Außenstelle Freudenstadt
- Verkehrsgruppe Bundesautobahn

### Kriminalpolizeidirektion
Die Kriminalpolizeidirektion (KPDir) hat ihren Sitz in Calw. Innerhalb der KPDir sind acht verrichtungsorientierte Kriminalinspektionen (K) und zwei Kriminalkommissariate (KK) eingerichtet.
- Führungsgruppe
- Kriminalinspektion 1 – Kapitaldelikte, Sexualdelikte, Amtsdelikte
- Kriminalinspektion 2 – Raub, Eigentums- und jugendspezifische Kriminalität, Zentrale Integrierte Auswertung
- Kriminalinspektion 3 – Wirtschaftskriminalität, Korruption, Umweltdelikte
- Kriminalinspektion 4 – Organisierte Kriminalität und Rauschgiftkriminalität
- Kriminalinspektion 5 – Cybercrime und Digitale Spuren
- Kriminalinspektion 6 – Staatsschutz
- Kriminalinspektion 7 – Einsatz- und Ermittlungsunterstützung, Kriminaldauerdienst, Datenstation
- Kriminalinspektion 8 – Kriminaltechnik
- Kriminalkommissariat Pforzheim
- Kriminalkommissariat Freudenstadt